# Imnaha (rivière)
L'Imnaha est une rivière des États-Unis, affluent de la Snake et donc sous-affluent du fleuve Columbia. Longue d'environ 125 km, elle prend sa source dans le comté de Wallowa, dans le Nord-Est de l'Oregon, et s'écoule vers l'est puis vers le nord avant de se jeter dans la Snake.